# Lata 20. XX wieku
Lata 20. XX wieku
Stulecia: XIX wiek ~ XX wiek ~ XXI wiek
Dziesięciolecia: 1870–1879 « 1880–1889 « 1890–1899 « 1900–1909 « 1910–1919 « 1920–1929 » 1930–1939 » 1940–1949 » 1950–1959 » 1960–1969 » 1970–1979
Lata: 1920 • 1921 • 1922 • 1923 • 1924 • 1925 • 1926 • 1927 • 1928 • 1929

## Wydarzenia
W Polsce

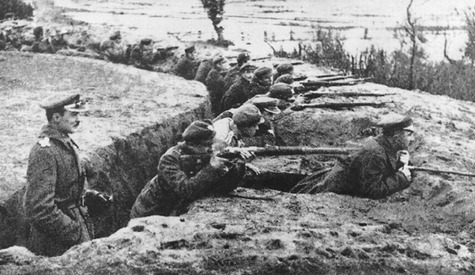
Wojna polsko-bolszewicka w 1920

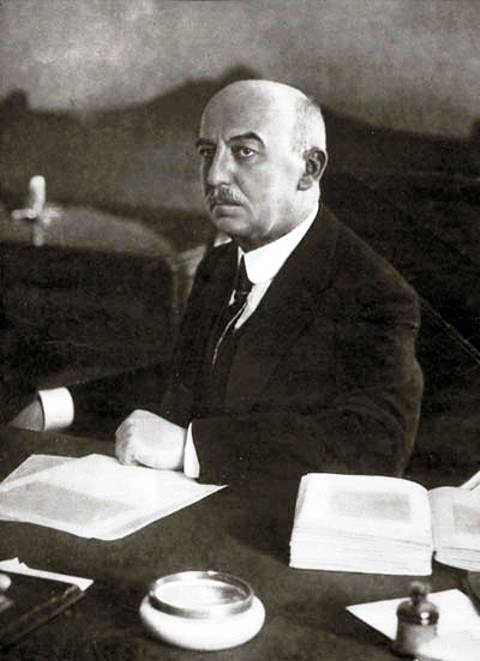
Gabriel Narutowicz

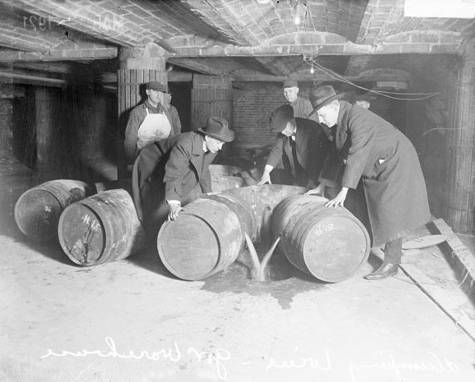
Prohibicja w Stanach Zjednoczonych

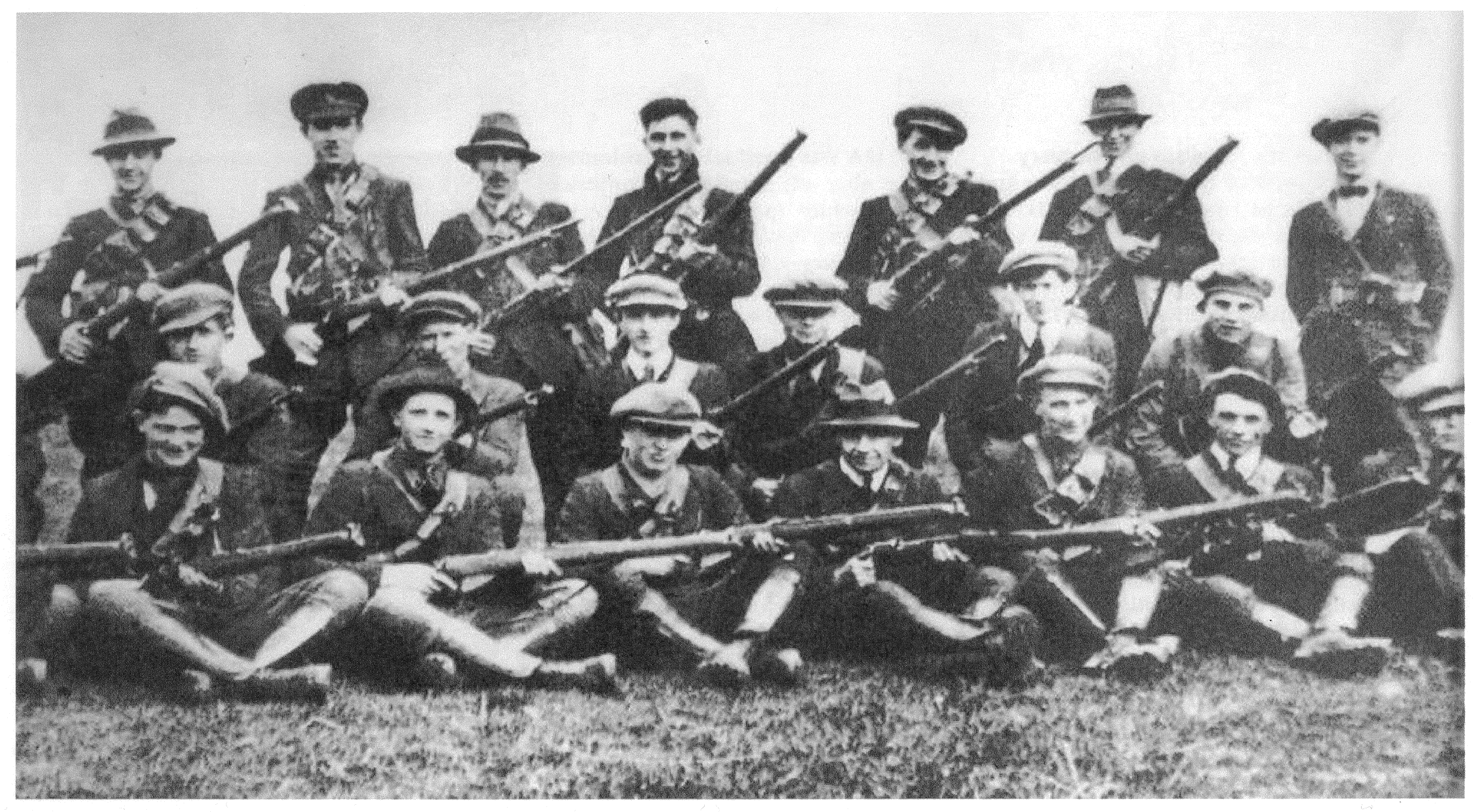
Irlandzka wojna o niepodległość

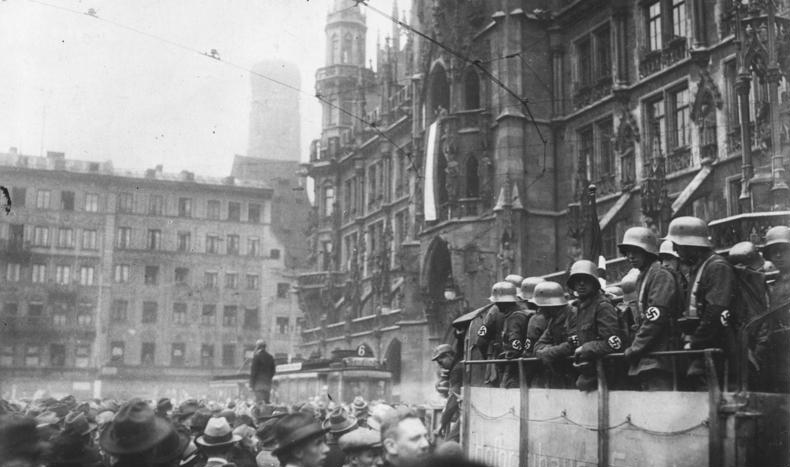
Pucz monachijski

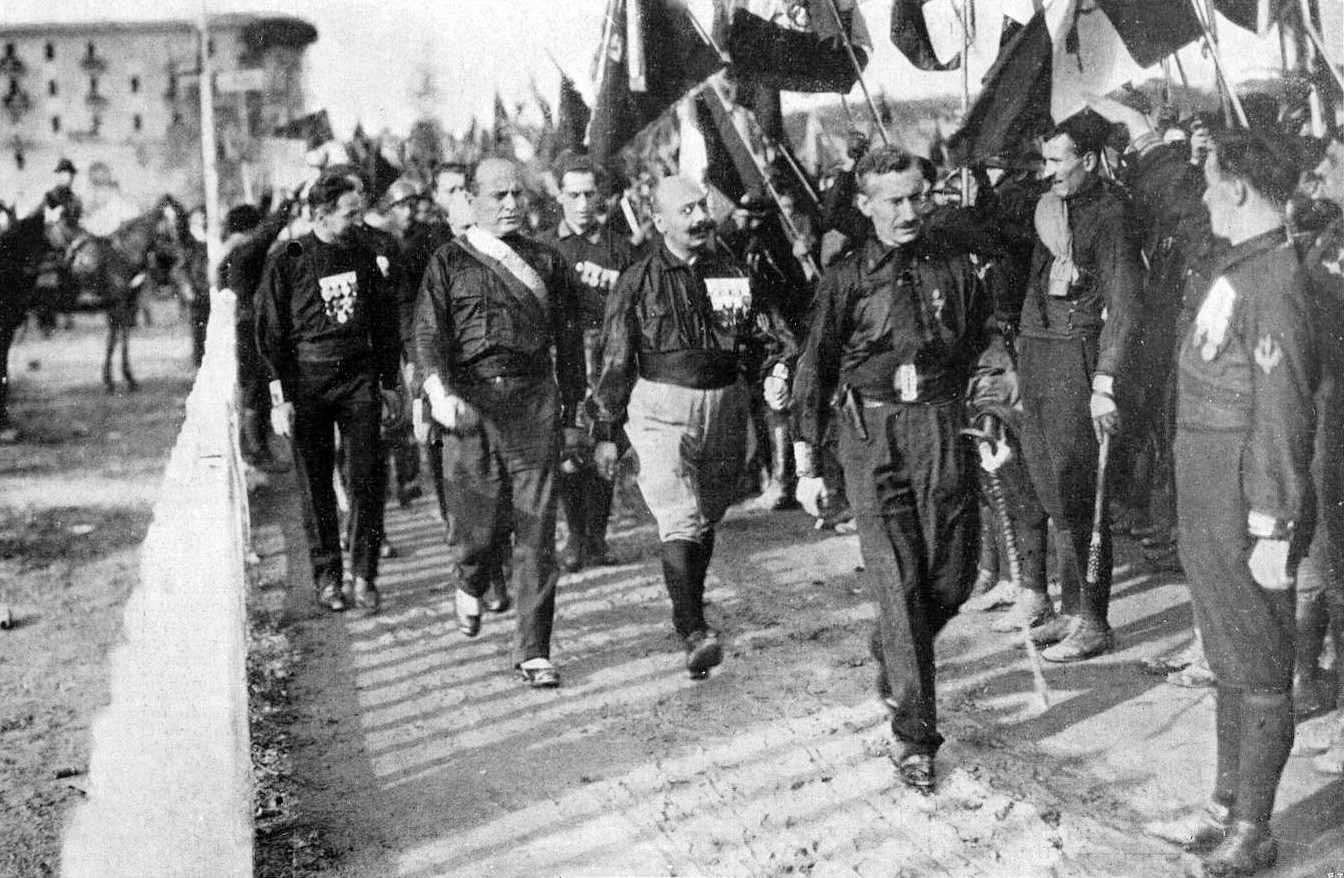
Marsz na Rzym

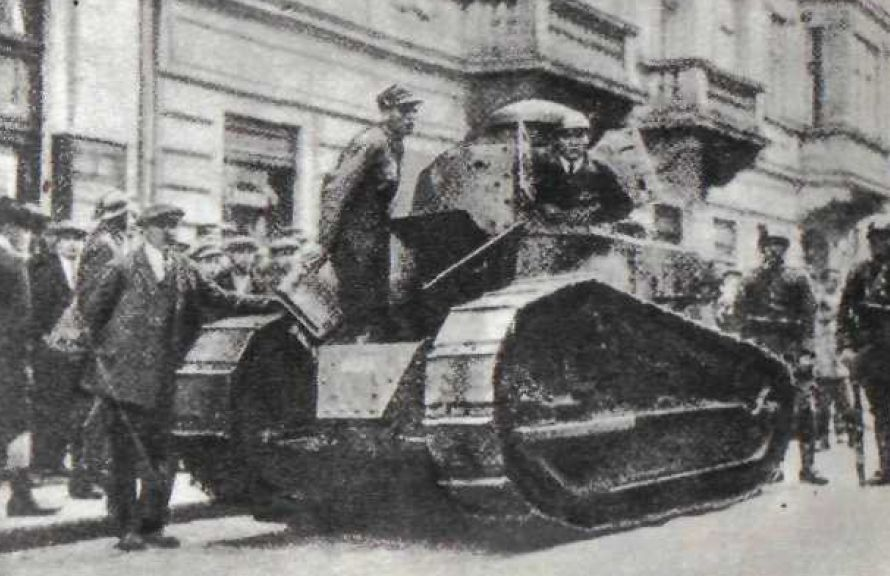
Przewrót majowy

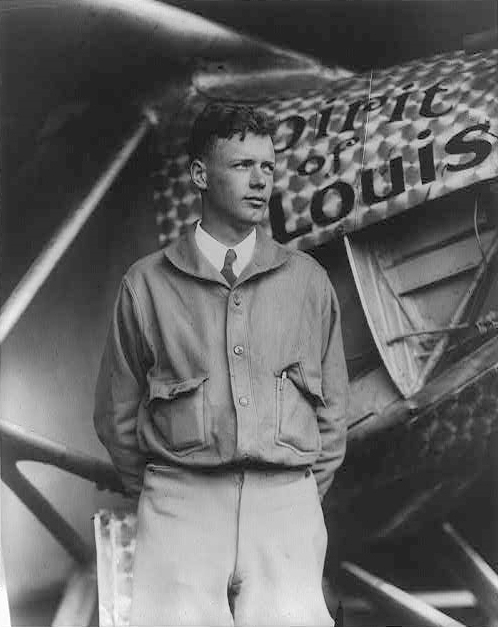
Charles Lindbergh

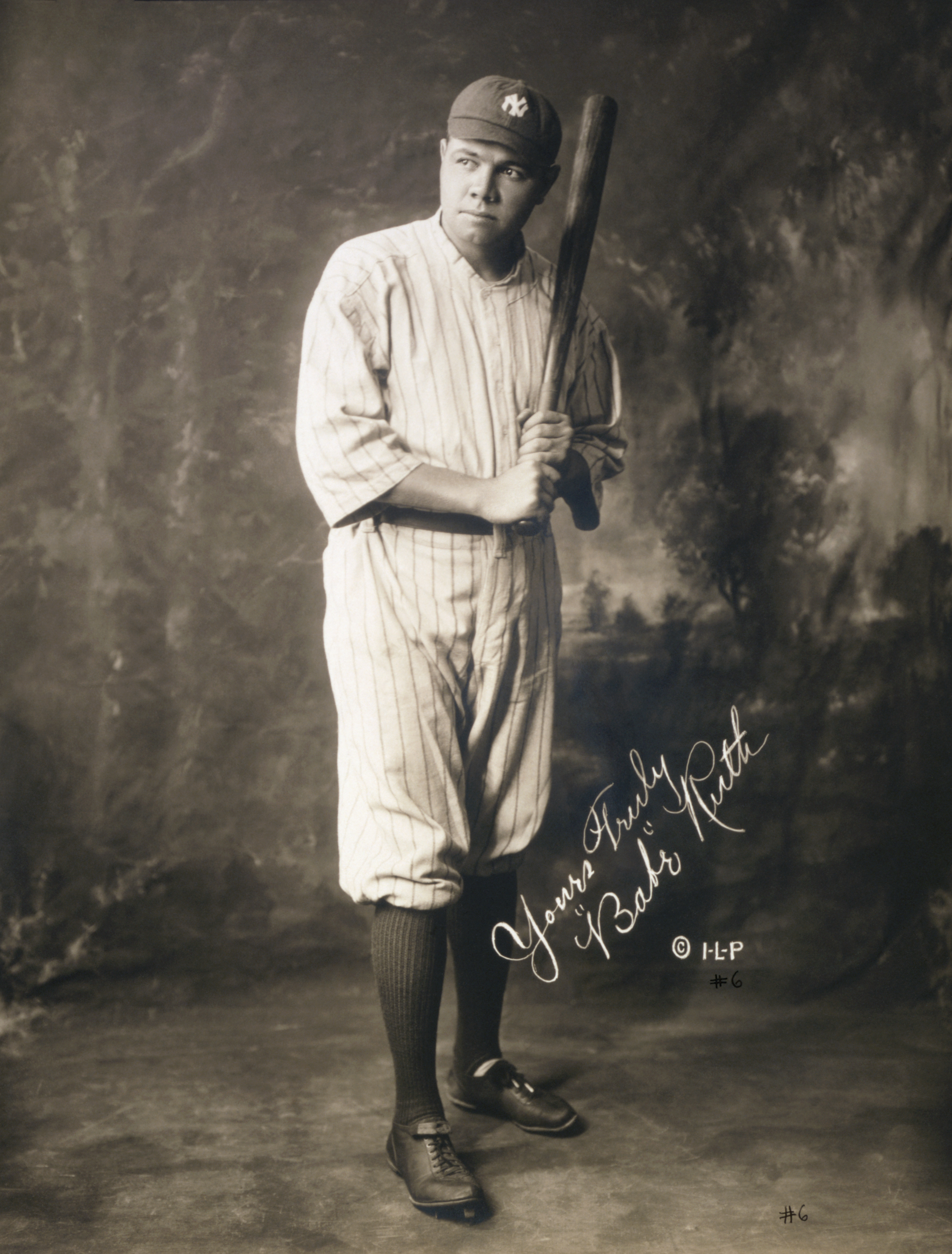
Babe Ruth

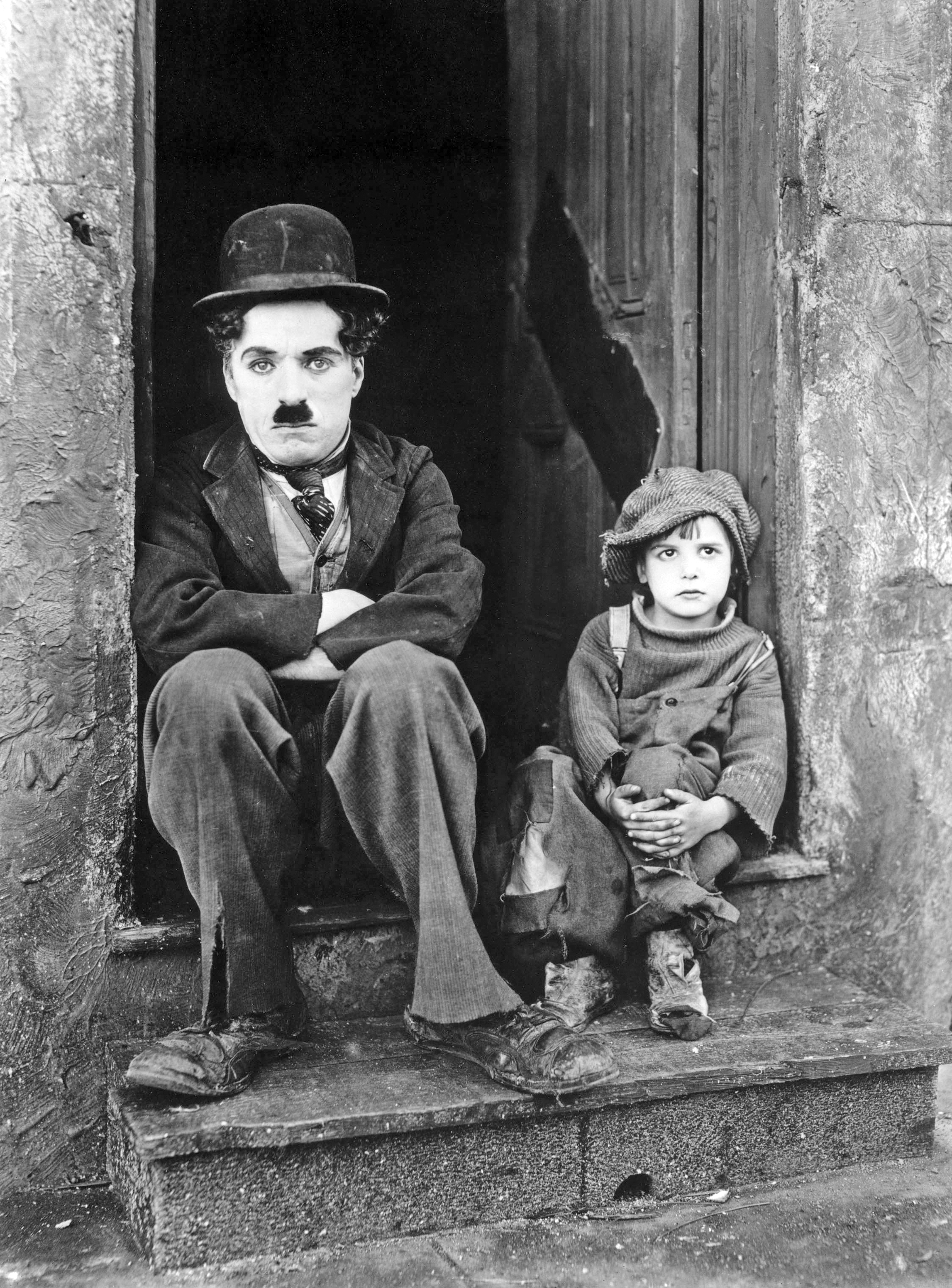
Charlie Chaplin

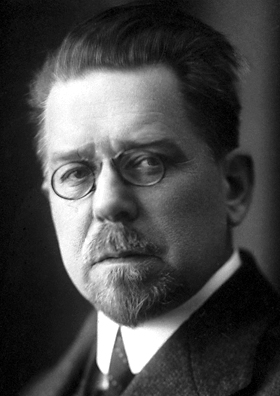
Władysław Reymont

- 18 października 1920 – rozejm Polski z bolszewicką Rosją w wojnie polsko-bolszewickiej
- II (sierpień 1920) i III (maj–lipiec 1921) powstania śląskie
- 16 grudnia 1922 – pierwszy prezydent Rzeczypospolitej, Gabriel Narutowicz, zginął w zamachu
- przewrót majowy
- budowa portu w Gdyni
- złoty zastąpił markę polską

Na świecie
- 1919–1921 – Irlandzka wojna o niepodległość
- Morderstwa Osedżów
- Irlandzka wojna domowa
- narodziny faszyzmu we Włoszech
- Marsz na Rzym
- śmierć Włodzimierza Lenina; władzę w ZSRR przejął Józef Stalin
- wprowadzenie prohibicji w Stanach Zjednoczonych
- Charles Lindbergh dokonał pierwszego przelotu nad Atlantykiem bez międzylądowań
- Alexander Fleming odkrył pierwszy antybiotyk – penicylinę
- radio stało się popularnym medium
- 1923 – Pucz monachijski
- 1924 – pierwsze Zimowe igrzyska olimpijskie w Chamonix
- 1924 – powstało Studium Biblicum Franciscanum w Jerozolimie
- 1927 – początek kina dźwiękowego. Pierwsze rozdanie nagród Akademii Sztuki i Wiedzy Filmowej (późniejsze Oscary) w Hollywood.
- 1926–1929 – Powstanie Cristero.
- październik 1929 – początek wielkiego kryzysu

## Osoby

### Politycy i wojskowi
- Kazimierz Bartel
- Ignacy Daszyński
- Roman Dmowski
- Władysław Grabski
- Wojciech Korfanty
- Eugeniusz Kwiatkowski
- Jędrzej Moraczewski
- Ignacy Mościcki
- Gabriel Narutowicz
- Ignacy Jan Paderewski
- Józef Piłsudski
- Maciej Rataj
- Władysław Sikorski
- Walery Sławek
- Artur Śliwiński
- Wincenty Witos
- Stanisław Wojciechowski
- Lucjan Żeligowski
- Adolf Hitler
- Włodzimierz Lenin
- Wiaczesław Mołotow
- Benito Mussolini
- Józef Stalin
- Woodrow Wilson
- Warren Gamaliel Harding
- Calvin Coolidge
- Herbert Hoover
- Jerzy V Windsor
- Gustaw V
- Wiktor Emanuel III
- David Lloyd George
- Stanley Baldwin
- Ramsay MacDonald
- Winston Churchill
- Alexandre Millerand
- Gaston Doumergue
- Fu’ad I
- Konstantyn I Grecki
- Arthur Griffith
- Lew Trocki

### Muzycy
- Louis Armstrong
- Mieczysław Fogg
- Duke Ellington
- Władysław Żeleński
- Alessandro Moreschi
- James P. Johnson
- Glenn Miller
- Django Reinhardt
- Giacomo Puccini
- Eddie Cantor
- Cole Porter
- Jelly Roll Morton
- Bessie Smith
- George Gershwin
- Al Jolson

### Filmowcy
- Charlie Chaplin
- Rudolph Valentino
- Siergiej Eisenstein
- Max Schreck
- Friedrich Wilhelm Murnau
- Pola Negri
- Eugeniusz Bodo
- Flip i Flap
- Roscoe Arbuckle
- Julian Krzewiński
- Walt Disney
- Buster Keaton

### Literaci polscy
- Władysław Reymont
- Stefan Żeromski
- Stanisław Ignacy Witkiewicz
- Bolesław Leśmian
- Jan Lechoń
- Konstanty Ildefons Gałczyński
- Julian Tuwim
- Melchior Wańkowicz
- Zofia Kossak
- Jan Kasprowicz
- Stanisław Przybyszewski
- Kornel Makuszyński

### Literaci zagraniczni
- Ernest Hemingway
- Anatole France
- Agatha Christie
- Maksim Gorki
- Franz Kafka
- Herbert George Wells
- Aldous Huxley
- Francis Scott Fitzgerald
- George Bernard Shaw
- Thomas Mann
- James Joyce
- Sinclair Lewis
- Hermann Hesse
- Thomas Stearns Eliot
- Marcel Proust

### Naukowcy i wynalazcy
- Albert Einstein
- Alexander Graham Bell
- Niels Bohr
- Edwin Hubble
- Maria Skłodowska-Curie
- Alexander Fleming
- Thomas Alva Edison

### Pozostali
- Charles Lindbergh
- Benedykt XV
- Pius XI
- Mahatma Gandhi
- Mamert Stankiewicz
- Janusz Korczak
- Al Capone
- Eliot Ness
- Julian Fałat
- Jacek Malczewski